# 拉斐尔·奥苏纳
拉斐尔·奥苏纳（西班牙語：Rafael Osuna，1938年9月15日—1969年6月4日），墨西哥男子网球运动员。他曾获得温布尔登网球锦标赛男子双打冠军、美国网球公开赛男子单打冠军、男子双打冠军。